# Fórum cestovního ruchu České republiky
Fórum cestovního ruchu České republiky (zkratka FCR) je komunikační platforma pro koordinaci a prezentaci zájmů podnikatelů v cestovním ruchu, a to jak směrem do odvětví tak vně.[zdroj⁠?!]
Spolek sdružuje subjekty působící v cestovním ruchu za účelem prosazování společných zájmů v oblasti cestovního ruchu především zkvalitnění spolupráce uvnitř odvětví cestovního ruchu, efektivnější prosazování nutných změn podílením se na legislativním procesu souvisejícího s odvětvím a posilování
konkurenceschopnosti České republiky v cestovním ruchu.
Cílem Fóra cestovního ruchu je zkvalitnění spolupráce uvnitř odvětví cestovního ruchu a efektivnější prosazování nutných změn.
Fórum cestovního ruchu je ustaveno v souladu s Koncepcí státní politiky cestovního ruchu v České republice na období 2014 až 2020, kterou naplňuje.
Fórum cestovního ruchu sdružuje největší a nejvýznamnější subjekty v cestovním ruchu v České republice. Členem spolku vedle zakladatelů se může stát další spolek nebo jemu na roveň postavená soukromá právnická osoba (nepodnikající) působící v oblasti cestovního ruchu, který má za své členy nejméně 25 podnikatelských nebo zaměstnavatelských subjektů působících v  cestovním ruchu na území České republiky a vyvíjí činnost v oblasti cestovního ruchu alespoň 5 let.

## Historie
FCR bylo založeno 14. dubna 2014. V červenci 2015 bylo pak následně registrováno jako spolek s názvem Fórum cestovního ruchu, z.s. Archivováno 31. 8. 2014 na Wayback Machine.
Mezi zakládající členy patří Asociace cestovních kanceláří České republiky, Svaz léčebných lázní ČR, Asociace průvodců České republiky, Asociace lanové dopravy, Asociace turistických informačních center ČR, Asociace kempů České republiky, Český spolek horských průvodců a Česká asociace wellness.
Členskou základu spolku rozšířila v září 2015 Asociace turistických regionů ČR, KLACR - Klastr cestovního ruchu a v lednu 2016 Asociace bazénů a saun ČR. Následně i Svaz venkovské turistiky a Asociace kuchařů a cukrářů ČR.

## Organizační struktura FCR

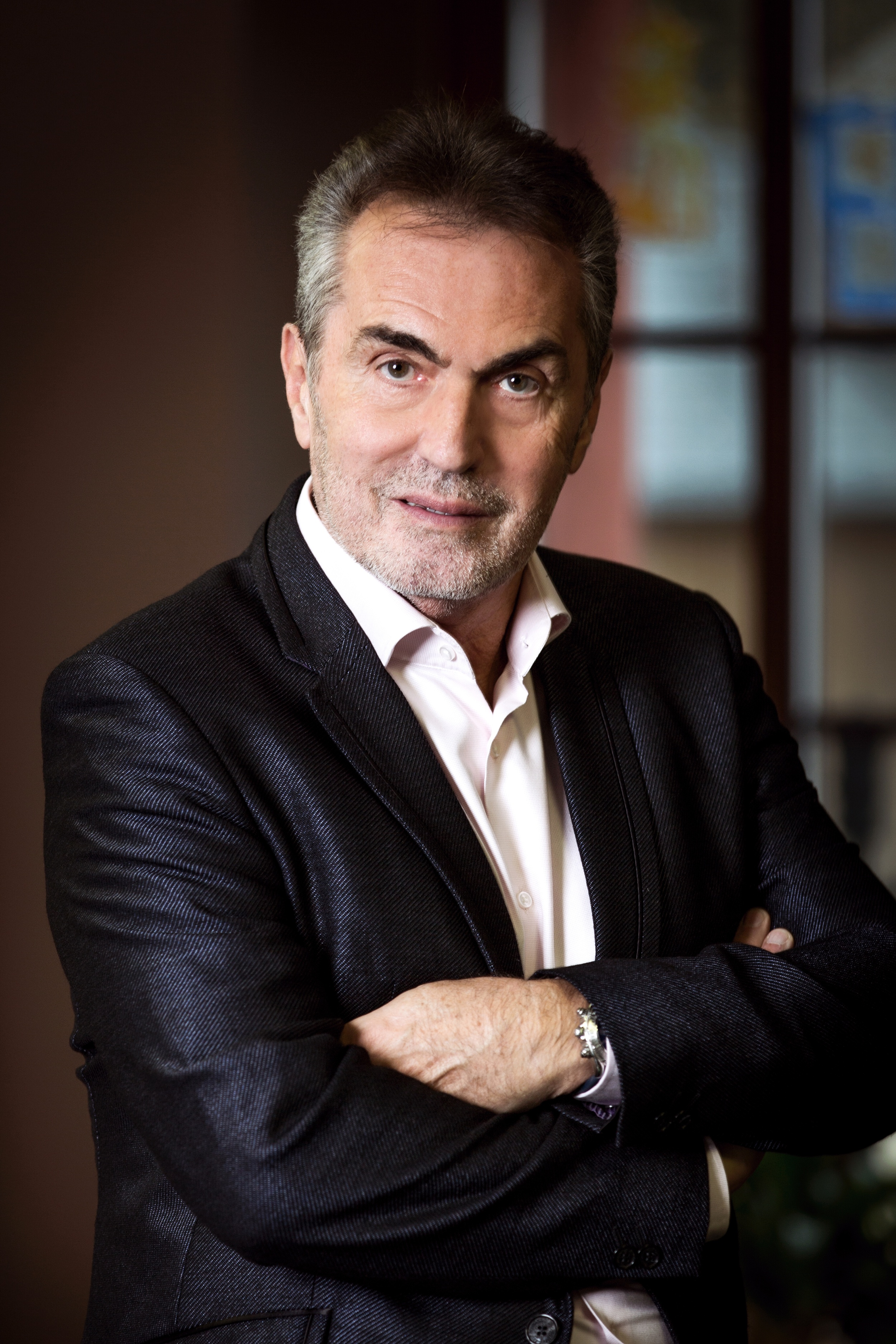
Viliam Sivek, předseda FCR ČR a čestný předseda ACK ČR

V čele organizace stojí předseda, Viliam Sivek (čestný předseda Asociace cestovních kanceláří ČR), a dva místopředsedové, Pavel Hlaváč (prezident Asociace turistických informačních center ČR) a Martin Plachý (viceprezident Svazu léčebných lázní ČR).

## Členové FCR[6]
- Asociace cestovních kanceláří České republiky
- Asociace bazénů a saun České republiky
- Asociace kempů České republiky
- Asociace kuchařů a cukrářů České republiky
- Asociace lanové dopravy
- Asociace průvodců České republiky
- Asociace turistických informačních center České republiky
- Asociace turistických regionů České republiky
- Česká asociace wellness
- Český spolek horských průvodců
- KLACR - Klastr cestovního ruchu
- Svaz léčebných lázní České republiky
- Svaz venkovské turistiky a agroturistiky

## Memoranda o spolupráci
Fórum cestovního ruchu ČR uzavřelo Memorandum o spolupráci
- 19. listopadu 2015 se Svazem měst a obcí ČR[8]
- 14. ledna 2016 s Asociací organizací cestovního ruchu[9]
- 14. ledna 2016 se Sdružením České dědictví UNESCO
- 19. února 2016 s Asociací krajů ČR
- 22. dubna 2016 s Národní sítí Místních akčních skupin ČR

## Prohlášení o spolupráci
- 27. března 2017 s TYRKYS, škola kultury podnikání v cestovním ruchu s.r.o